# Williams FW44
Der Williams FW44 war der Formel-1-Rennwagen von Williams Racing für die Formel-1-Weltmeisterschaft 2022. Er wurde am 15. Februar auf dem Silverstone Circuit offiziell vorgestellt. Die Bezeichnung des Wagens setzt sich wie bei Williams üblich aus den Initialen des Teamgründers Frank Williams und einer fortlaufenden Zahl zusammen.

## Technik und Entwicklung
Der FW44 wurde am 15. Februar 2022 im Rahmens eines Shakedowns auf dem Silverstone Circuit offiziell vorgestellt. Beide Fahrer, Alexander Albon und Nicholas Latifi, fuhren dabei erste Testrunden. Bei der Vorstellung wurde ebenfalls die neue Lackierung erstmals gezeigt.
Der Wagen ist das Nachfolgemodell des Williams FW43B, welcher von Williams in der Saison 2021 eingesetzt wurde. Da das technische Reglement der Saison 2022 allerdings erhebliche Veränderungen umfasste, unterscheidet sich der FW44 stark von seinem Vorgängermodell. Die Entwicklung fand erstmals unter dem technischen Direktor François-Xavier Demaison statt, welchen Williams im März des Vorjahres verpflichtet hatte.
Wie alle andern Formel-1-Fahrzeuge des Jahrgangs 2022 ist der Williams FW44 ein hinterradangetriebener Monoposto mit einem Monocoque aus kohlenstofffaserverstärktem Kunststoff (CFK). Zu den Besonderheiten gehören die enge hintere Verkleidung, im starken Kontrast zu den größeren Kühleinlässen. Der Heckflügel wurde an einer einzigen Strebe montiert. Wie bereits in der Vergangenheit setzte Williams auf den Motor von Mercedes AMG High Performance Powertrains und benutzte, im Gegensatz zu den letzten Modellen, auch deren Getriebe. Die Einsatzreifen während der Saison 2022 stammten von Einheitslieferant Pirelli.
Der Rennwagen verfügt, wie alle Formel-1-Fahrzeuge seit 2011, über DRS und das seit 2018 vorgeschriebene Halo-System, welches zusätzlichen Schutz für den Kopf des Fahrers bietet.

## Lackierung und Sponsoring
Der Williams FW44 wurde fast vollkommen in Blau lackiert, was im Gegensatz zu den weißen Lackierungen der letzten Jahre stand. Einzelne hellblaue Streifen und leichte rote Anstriche, welche an die britische Herkunft des Teams angelehnt waren, fungierten als Kontrast. Es war ebenfalls der erste Rennwagen von Williams auf welchem das Logo des 1994 verunfallten Ayrton Senna nicht mehr zu sehen war.
Zu den Sponsoren, welche auf dem FW44 warben, gehörten Acronis, Bang & Olufsen, Duracell, Lavazza und Sofina.

## Saisonverlauf
Williams trat in der Saison 2022 mit den Fahrern Alexander Albon und Nicholas Latifi in der Formel 1 an.
Insgesamt wurde für Williams die Saison 2022 weniger erfolgreich als die Vorsaison, in welcher das Team die Fahrerwertung auf dem 8. Platz beendete. Die Fahrer konnte im Saisonverlauf 8 Punkte sammeln und das Team beendete diese auf dem 10. Platz. Beim Großen Preis von Italien fiel Albon wegen einer Appendizitis aus und wurde von Nyck de Vries vertreten.

### Ergebnisse
| Fahrer                          | Nr.                             | 1  | 2   | 3  | 4  | 5  | 6  | 7   | 8  | 9  | 10  | 11  | 12  | 13 | 14 | 15 | 16  | 17  | 18  | 19 | 20 | 21 | 22  | Punkte | Rang |
| ------------------------------- | ------------------------------- | -- | --- | -- | -- | -- | -- | --- | -- | -- | --- | --- | --- | -- | -- | -- | --- | --- | --- | -- | -- | -- | --- | ------ | ---- |
| Formel-1-Weltmeisterschaft 2022 | Formel-1-Weltmeisterschaft 2022 |    |     |    |    |    |    |     |    |    |     |     |     |    |    |    |     |     |     |    |    |    |     | 8      | 10.  |
| N. Latifi                       | 6                               | 16 | DNF | 16 | 16 | 14 | 16 | 15  | 16 | 16 | 12  | DNF | DNF | 18 | 18 | 18 | 15  | DNF | 9   | 17 | 18 | 16 | 19* | 8      | 10.  |
| A. Albon                        | 23                              | 13 | 14* | 10 | 11 | 9  | 18 | DNF | 12 | 13 | DNF | 12  | 13  | 17 | 10 | 12 | INJ | DNF | DNF | 13 | 12 | 15 | 13  | 8      | 10.  |
| N. de Vries                     | 45                              |    |     |    |    |    |    |     |    |    |     |     |     |    |    |    | 9   |     |     |    |    |    |     | 8      | 10.  |